# Gualeguaychú
|  | Per a altres significats, vegeu «riu Gualeguaychú». |

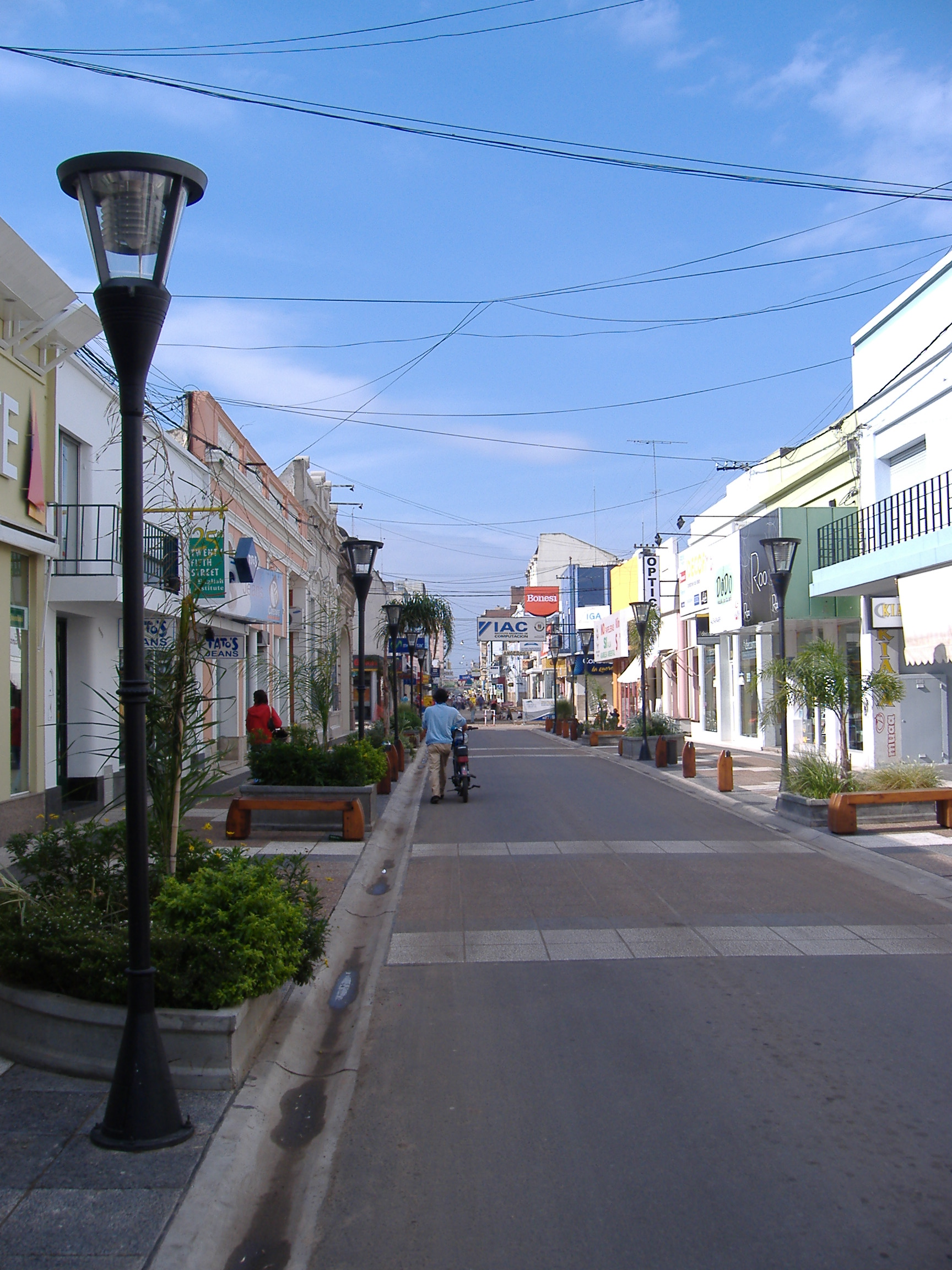
Carrer 25 de Mayo

Gualeguaychú és una ciutat de la província d'Entre Ríos, Argentina, situada sobre la vora esquerra del riu Gualeguaychú, un afluent del riu Uruguai. Es troba al sud-oest de la província, aproximadament a 248 quilòmetres al nord-oest de Buenos Aires per carretera, i a 30 quilòmetres de la frontera amb l'Uruguai. D'acord amb les dades del cens de 2001, tenia 76.220 habitants. El seu nom deriva de y yaguari guaçú, que en guaraní significa "riu del gran jaguar".